# Kanton Rémuzat
Kanton Rémuzat (fr. Canton de Rémuzat) je francouzský kanton v departementu Drôme v regionu Rhône-Alpes. Skládá se ze 16 obcí.

## Obce kantonu
- La Charce
- Chauvac-Laux-Montaux
- Cornillac
- Cornillon-sur-l'Oule
- Lemps
- Montferrand-la-Fare
- Montréal-les-Sources
- Pelonne
- Le Poët-Sigillat
- Pommerol
- Rémuzat
- Roussieux
- Sahune
- Saint-May
- Verclause
- Villeperdrix